# Toxicologia forense
La Toxicologia forense és la branca de la toxicologia inclosa dins de les Ciències forenses que estudia els casos d'enverinament, mort i consum de drogues, tot determinant, per mitjà de l'anàlisi de mostres biològiques, la relació causa-efecte entre la presència d'una substància tòxica i la mort o el dany en la salut d'una persona. Les troballes efectuades poden constituir proves importants en els processos penals alhora d'establir la culpabilitat dels imputats.

## Metodologia
Moltes substàncies tòxiques no generen cap lesió física característica, de manera que si se sospita de la possibilitat que s'hagi produït alguna reacció tòxica, la recerca visual no seria del tot suficient per arribar a una conclusió. Per aquest motiu, cal prendre mostres biològiques i sotmetre-les a anàlisis toxicològiques. Aquestes mostres poden ser de diferents tipus, com ara orina, sang o cabells. A banda de la presa de mostres, el toxicòleg forense ha de considerar tot el context de la investigació, especialment tots aquells símptomes físics registrats, a més de qualsevol evidència recollida al lloc dels fets que pugui contribuir a l'aclariment del cas, com ara envasos de medicaments, polsims, residus o restes de qualsevol substància química. A partir d'aquesta informació, s'identifica quines substàncies tòxiques hi ha presents a les mostres, en quina concentració i quins efectes poden produir a l'organisme humà.
Els processos d'absorció, distribució, metabolització i excreció (ADME), propis del cos humà, dificulten tot sovint la identificació de les substàncies consumides, atès que és estrany que romanguin en la seva forma original un cop han estat digerides per l'organisme. Un exemple seria el de l'heroïna, que un cop consumida, és metabolitzada immediatament i convertida en una nova substància propera a la morfina, de manera que, per poder confirmar el diagnòstic, és important complementar els resultats amb altres indicadors, com ara senyals de punxades a la pell o la determinació de la puresa química de la substància analitzada. També cal tenir en compte que aquestes substàncies es poden trobar diluïdes dins l'organisme, per tant, mentre que una píndola o dosi regulada d'un fàrmac es compta en grams o mil·ligrams de principi actiu, pot ser que la mostra biològica presa només en contingui micrograms o nanograms.